# João Gilberto
João Gilberto, nome d'arte di João Gilberto Prado Pereira de Oliveira (Juazeiro, 10 giugno 1931 – Rio de Janeiro, 6 luglio 2019) è stato un cantante e chitarrista brasiliano creatore, con Antônio Carlos Jobim, Vinícius de Moraes e Carlos Lyra, della bossa nova.

## Biografia

### Gli inizi
Suo padre, un mercante benestante, era molto esigente sull'educazione, e pretendeva che ognuno dei suoi sette figli ottenesse un diploma scolastico. Joãozinho (soprannominato così dagli amici più cari), il sesto, fu l'eccezione della famiglia poiché, fin da piccolo, era interessato unicamente alla musica.
Chitarrista autodidatta, ma principalmente cantante, Gilberto si trasferì, all'età di 18 anni, a Salvador ottenendo un discreto successo esibendosi dal vivo in alcuni programmi radiofonici. Leader della band radiofonica Garotos da Lua (Ragazzi dalla luna), nel 1950 arrivò a Rio de Janeiro. Tuttavia, dopo essere stato espulso dal gruppo per la sua indisciplina, trascorse gli anni successivi in un'esistenza marginale, vivendo spesso a casa di amici, fumando marijuana ma, soprattutto, ossessionato nel trovare una nuova via nell'esprimersi con la chitarra. Convinto dall'amico cantante Luis Telles, si stabilì a Porto Alegre, dove perfezionò il suo stile. Nel 1958 pubblicò il suo primo lavoro, Chega de saudade, uno dei brani che meglio definiscono il concetto di bossa nova.

### La nascita della bossa nova
I suoi sforzi giunsero a buon fine, soprattutto grazie all'incontro con Antônio Carlos Jobim, pianista e compositore, influenzato dalla musica popolare nordamericana contemporanea del tempo, il jazz. Da questo incontro nacque il movimento della bossa nova. Nel 1959 pubblicò il suo primo album, Chega de saudade, ottenendo uno straordinario successo nel suo paese. Nel dicembre del 1959, il disco aveva già venduto più di centomila copie e João Gilberto guadagnò la copertina della rivista Manchete e un articolo in cui comparve, per la prima volta, il termine "Samba Bossa Nova"..
Nel 1962, la bossa nova era stata abbracciata da molti jazzisti nordamericani, come Herbie Mann, Charlie Byrd e Stan Getz, che invitò Gilberto e Jobim a collaborare su quello che divenne uno degli album di jazz più venduti di tutti i tempi, Getz/Gilberto. Grazie a questo disco, la moglie di Gilberto, Astrud, riscosse un successo internazionale e la composizione di Jobim Garota de Ipanema (The Girl From Ipanema) divenne un'icona della musica pop di tutte le età.
Ma la bossa nova era soprattutto João Gilberto, unanimemente riconosciuto il maggior esponente del nuovo genere. Gilberto rappresentava sicuramente il punto di partenza per comprendere tutta la musica brasiliana: passata, presente e futura. Lo stesso Jobim lo aveva definito “la più grande stella del nostro firmamento, il miglior ambasciatore della bossa nova nel mondo”.
Gilberto proseguì nelle sue performance per tutti gli anni sessanta, ma non incise alcun altro album fino al 1968, quando uscì Ela É Carioca EP, registrato durante la residenza in Messico. Nel 1973 uscì João Gilberto, a volte citato come "l'album bianco" della bossa nova, con riferimento al White Album dei Beatles.
Nel 1976 è la volta di The Best of Two Worlds, in collaborazione con la cantante Miúcha (sorella di Chico Buarque), che era diventata la seconda moglie di Gilberto nell'aprile del 1965. Amoroso esce nel 1977 con l'orchestrazione di Claus Ogerman, che aveva fornito un suono simile alle registrazioni strumentali di Jobim verso la fine degli anni sessanta e all'inizio degli anni settanta. Come era stato per tutti gli album di Gilberto, anche questo conteneva principalmente composizioni di Jobim, mescolate con i più vecchi samba e melodie nordamericane degli anni quaranta. Nel 1980 fu prodotto Brazil, nel quale Gilberto collaborò con Gilberto Gil, Caetano Veloso e Maria Bethânia, che verso la fine degli anni sessanta avevano fondato il movimento Tropicália che aveva fuso la bossa nova con il rock.
João, prodotto nel 1991, aveva una particolarità insolita: la mancanza di qualunque composizione di Jobim, mentre erano presenti brani di Veloso e di compositori in lingua spagnola.
Gilberto si spense il 6 luglio 2019 a Rio de Janeiro all'età di 88 anni; la sua dipartita fu comunicata su Facebook dal figlio Marcelo.

## Discografia

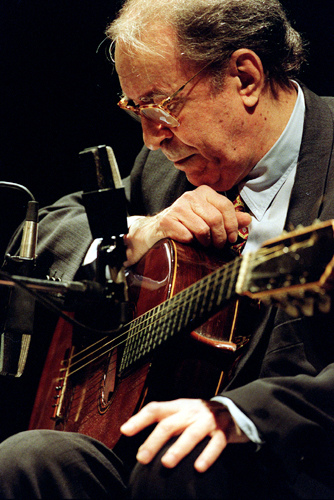
João Gilberto

### Album in studio
- 1959 - Chega de saudade
- 1960 - O amor, o sorriso e a flor
- 1961 - João Gilberto
- 1962 - Recorded in Rio de Janeiro (con Herbie Mann e Antonio Carlos Jobim)
- 1964 - Getz/Gilberto (con Stan Getz, Antonio Carlos Jobim, Astrud Gilberto)
- 1965 - Getz/Gilberto #2 - Live at Carnegie Hall (con Stan Getz)
- 1968 - Ela é Carioca
- 1970 - João Gilberto en Mexico
- 1973 - João Gilberto
- 1975 - The Best of Two Worlds (con Stan Getz e Miucha)
- 1977 - Amoroso
- 1980 - João Gilberto Prado Pereira de Oliveira
- 1981 - Brasil (con Caetano Veloso, Gilberto Gil, Maria Bethânia)
- 1991 - João
- 1994 - Eu sei que vou te amar
- 2000 - João voz e violão
- 2015 - Um encontro no Au bon gourmet
- 2015 - Selections from Getz/Gilberto 76
- 2016 - Getz/Gilberto 76

### Live
- 1986 - Live at the 19th Montreux Jazz Festival
- 1987 - Live in Montreux
- 2002 - Live at Umbria Jazz
- 2004 - In Tokyo

### EP
- 1951 - Garotos da Lua
- 1952 - João Gilberto
- 1958 - 78 Rotações
- 1959 - Samba de Uma Nota Só
- 1959 - João Gilberto
- 1959 - João Gilberto
- 1959 - João Gilberto
- 1959 - João Gilberto
- 1961 - João Gilberto
- 1962 - João Gilberto